# Rudolf Sang
Rudolf Sang (* 30. März 1900 in Darmstadt; † 24. April 1972 in Wilhelmshaven) war ein deutscher Schauspieler, Regisseur und Theaterintendant.

## Leben
Sang studierte zeitweise Rechtswissenschaft an der Universität Halle und war dort Mitglied der Burschenschaft Rhenania Halle. Er war Schauspieler, Spielleiter und Oberspielleiter an verschiedenen deutschen Theatern, unter anderem in Hagen, Bonn, Coburg, Stettin und Nürnberg.
Von 1940 bis 1951 war er Schauspieldirektor am Oldenburgischen Staatstheater und von 1951 bis 1958 in gleicher Eigenschaft in Flensburg. Von 1958 bis 1965 war er als Intendant städtischer Beauftragter für das Stadttheater Wilhelmshaven – ohne eigenes Ensemble. Bis 1970 betätigte er sich dazu noch als Spielleiter bei der Niederdeutschen Bühne „Rüstringen“ sowie beim Rundfunk, vor allem bei Radio Bremen.

## Hörspiele
Regiearbeiten:
- 1951: De Aukschon Autor: August Hinrichs
- 1951: De latinsche Bur – Autor: August Hinrichs
- 1958: De Lüüd van'n Heikkilähoff (auch Sprecher) – Autor: Johannes Linnankoski
- 1958: Klothilde – Autoren: Gerd Lüpke; Karlheinz Tredup
- 1958: Een Dag in'n Harvst – Autor: Konrad Hansen
- 1958: Dat Huus achter de Brügg – Autor: Werner Gläser
- 1959: Een Ei - is keen Ei! – Autor: Walter A. Kreye
- 1959: De drieste Voß – Autor: Albert Mähl
- 1959: Knecht Jernej un sien Recht – Autor: Ivan Cankar
- 1959: Dat Vagelbuer – Autor: Hans Heitmann
- 1959: Slüsenkreepers – Autor: Rudolf Kinau
- 1960: Achter de Kulissen – Autor: Rudolf Kinau
- 1960: De Diekgräve – Autoren: Kurd Schulz; Cornelius Schulz
- 1960: Hexenkomödi – Autor: Heinrich Behnken
- 1961: De Aukschon – Autor: August Hinrichs
- 1961: Flaschenpost – Autoren: Peter Petersen; Gerd Lüpke
- 1962: De Immenkoppel – Autor: Heinrich Schmidt-Barrien
- 1963: Remlinckradt – Autor: Heinrich Schmidt-Barrien
- 1965: De Kastannienboom – Autor: Karl Heinz Köhn
- 1965: De grote Fisch – Autor: Ernst-Otto Schlöpke

‚’’Nur als Sprecher:’’’
- 1959: Hein Mück im Silberwald – Autor: Gerd Lüpke; Regie: Hans Robert Helms